# Cryptamorpha peregrina
Cryptamorpha peregrina es una especie de coleóptero de la familia Silvanidae.

## Distribución geográfica
Habita en Nueva Gales del Sur (Australia).